# Vrh, Zagorje ob Savi
Vrh je naselje v Občini Zagorje ob Savi.